# Hygromiidae
Hygromiidae es una familia taxonómica de caracoles respiradores de aire terrestres pequeños y medianos, moluscos gasterópodos pulmonados terrestres en la superfamilia Helicoidea.

## Anatomía
Algunos géneros dentro de esta familia tienen caracoles que crean y usan 'dardos de amor' durante parte de su cortejo y apareamiento.
En esta familia, el número haploide de cromosomas está entre 26 y 30 (según los valores en esta tabla).

## Taxonomía
La familia Hygromiidae consta de las subfamilias siguientes (según la taxonomía del Gastropoda por Bouchet & Rocroi, 2005):
- Subfamilia Hygromiinae Tryon, 1866

- Tribu Hygromiini Tryon, 1866 - sinonimia: Cernuellini Schileyko, 1991
- Tribu Archaicini Schileyko, 1978
- Tribu Helicellini Ihering, 1909 - sinonimia: Jacostidae Pilsbry, 1948 (inv.)
- Tribu Leptaxini C. Boettger, 1909
- Tribu Metafruticicolini Schileyko, 1972
- Tribu Trochulini Lindholm, 1927 - sinonimia: Trichiinae Ložek, 1956; Helicopsini H. Nordsieck, 1987

- Subfamilia Ciliellinae Schileyko, 1970 - sinonimia: Canariellini Schileyko, 1991

- Subfamilia Geomitrinae C. Boettger, 1909

- Tribu Geomitrini C. Boettger, 1909 - sinonimia: Ochthephilinae Zilch, 1960 (n.Un.)
- Tribu Paedhoplitini Schileyko, 1978
- Tribu Trochoideini H. Nordsieck, 1987

- Subfamilia Monachainae Wenz, 1930 (1904) - Carthusianini Kobelt, 1904; Euomphaliinae Schileyko, 1978; Hesseolinae schileyko, 1991

## Géneros
Géneros de la familia Hygromiidae:
El género típico de esta familia es Hygromia Risso, 1826.
Subfamilia Hygromiinae
- Caucasigena Lindholm, 1927[2]
- Caucasocressa P. Hesse, 1921[2]
- Circassina P. Hesse, 1921[2]
- Diodontella Lindholm, 1929[2]
- Dioscuria Lindholm, 1927[2]
- Fruticocampylaea Kobelt, 1871[2]
- Helicopsis Fitzinger, 1833[2]
- Hygrohelicopsis Schileyko, 1978[2]
- Kalitinaia Hudec & Lezhawa, 1967[2]
- Kokotschashvilia Hudec & Lezhawa, 1969[2]
- Lozekia Hudec, 1970[3]
- Noneulota Schileyko & Horsák, 2007[4]
- Shileykoia Hudec, 1969[2]
- Teberdinia Schileyko, 1978[2]

- Tribu Hygromiini

- Hygromia Risso, 1826
- Zenobiella Gude & Woodward, 1921 - con la especie única Zenobiella subrufescens (Molinero, 1822)
- Cernuella Schlüter, 1838
  - subgenus Xerocincta Monterosato, 1892

- Tribu Archaicini

- Tribu Helicellini

- Helicella Férussac, 1821
- Candidula Kobelt, 1871
- Cernuella Schlüter, 1838
- Xerolenta Monterosato, 1892
- Xeromunda Monterosato, 1892
- Xeropicta Monterosato, 1892
- Xerotricha Monterosato, 1892

- Tribu Leptaxini

- Pseudotrichia Likharev, 1949
- Monachoides Gude & Woodward, 1921

- Tribu Metafruticicolini

- Metafruticicola Ihering, 1892

- Tribu Trochulini

- Trochulus Chemnitz, 1786 - sinonimia: Trichia

- Tribu incerta[5]

- Xerosecta Monterosato, 1892
  - Xeromagna Monterosato, 1892

- Microxeromagna Ortiz De Zárate López, 1950

Subfamilia Ciliellinae
- Canariella Hesse, 1918

Subfamilia Geomitrinae
- Tribu Geomitrini

- Actinella R. T. Lowe, 1852
- Caseolus R. T. Lowe, 1852
- Discula R. T. Lowe, 1852
- Disculella Pilsbry, 1895
- Hystricella R. T. Lowe 1855
- Geomitra Swainson, 1840
- Heterostoma W. Hartmann, 1843
- Hystricella R. T. Lowe, 1855
- Lemniscia R. T. Lowe, 1855
- Moreletina de Frias Martins, 2002
- Pseudocampylaea L. Pfeiffer, 1877
- Serratorotula Groh & Hemmen, 1986
- Spirorbula R. T. Lowe, 1852

- Tribu Paedhoplitini
- Tribu Trochoideini

- Trochoidea T. Brown, 1827
- Xerocrassa Monterosato, 1892

Subfamilia Monachainae
- Monacha Fitzinger, 1833 - tipo genus de la subfamilia Monachainae
  - subgenus Eutheba Nordsieck, 1993

- Ashfordia Taylor, 1917
- Euomphalia Westerlund, 1889
- Harmozica Lindholm, 1927
- Hesseola Lindholm, 1927

- Jasonella Lindholm, 1927[2]
- Karabaghia Lindholm, 1927[2]
- Oscarboettgeria Lindholm, 1927[2]

Subfamilia Ponentininae
- Plentuisa Puente & Prieto, 1992[8]
- Ponentina P. Hesse, 1921[9]

Subfamilia ?
- Helicodonta
- Perforatella
- Petasina
- Plicuteria
- Montserratina
- Tyrrheniella
- Urticicola